# Freddie Webb
Freddie N. Webb (Manilla, 24 november 1942) is een Filipijns acteur, oud-basketballer en voormalig senator. Webb maakte in de jaren 70 deel uit van het het basketbalteam YCO Painters dat uitkwam in de Manila Industrial and Commercial Athletic Association. Ook was hij een van de spelers van het Filipijnse basketbalteam dat uitkwam op de Olympische Zomerspelen van 1972. Na zijn actieve basketballoopbaan werd hij coach bij Tanduay and Shell in de Philippine Basketball Association. Webb was ook acteur in diverse films en televieproducties.
Bij de verkiezingen van 1992 werd Webb gekozen in de Filipijnse Senaat. In de Senaat was hij voorzitter van diverse senaatscommissies zoals de Commissie voor Spel en Amusement en de ad-hoc-Commissie voor Aids en de congrescommissie voor Gezondheid. Hij initieerde diverse wetten op het gebied van de gezondheidszorg, waaronder de National Health Insurance Act (R.A.7875) de Hepatitis-B Immunization Act (R.A. 7846), de Corneal Transplant Law de Voluntary Blood Donation Act (R.A.7719) en de Act Granting Benefits to Barangay Health Workers (R.A. 7883).
Webb is getrouwd met Elizabeth Pagaspas. Samen met haar kreeg hij zes kinderen. Dochter Pinky Webb is nieuwslezer en televisiepersoonlijkheid. Zoon Jason Webb is een voormalig speler in de University Athletic Association of the Philippines (UAAP).

## Filmografie
| - Fastbreak (1971) - Dimasupil Brothers (1971) - Problem Child (1980) - Tender Age (1984) - Magchumikap ka! (1985) - Sakal, sakali, saklolo (2007) | - Chicks to Chicks (1984) - Forever in My Heart (2004) - Dalawang tisoy (2007) - Ysabella (2007) - Ang babaeng hinugot sa aking tadyang (2009) |